# 近藤広幸
近藤 広幸（こんどう ひろゆき、1975年8月6日 - ）は、日本の実業家。マッシュグループの創業者、株式会社マッシュホールディングス代表取締役社長。茨城県牛久市出身。

## 人物
1975年生まれ。バンタンデザイン研究所 空間デザイン学科卒業後、建築空間デザイナー、エディター、グラフィックデザイナー、CGアニメーションディレクターを経て、1998年、CG制作を行う「スタジオ・マッシュ」を設立。
1999年に株式会社マッシュスタイルラボに社名変更。
2005年よりファッション事業に参入し、同年にアパレルブランド「snidel (スナイデル／現：SNIDEL)」、2008年にルームウェアブランド「gelato pique(ジェラート ピケ)」を立ち上げる。2010年からは「Cosme Kitchen(コスメキッチン)」や「Biople(ビープル)」、「Celvoke(セルヴォーク)」をはじめとするビューティー事業を展開。
2013年以降は飲食事業にも参入し、本格フレンチクレープショップ「gelato pique cafe（ジェラート ピケ カフェ）」、オーガニックカフェレストラン「Cosme Kitchen Adaptation(コスメキッチン アダプテーション)」、西麻布のフレンチレストラン「AZUR et MASA UEKI(アズール エ マサウエキ)」などを続々とオープン。
海外展開においては、2011年に上海、台北、香港に現地法人を設立してアジアに進出。2017年にはニューヨークに現地法人MASH U.S.A.INC.を設立するなど、北米へと事業領域を拡大。
2017年には、株式会社エコストアジャパンを設立し、ニュージーランド発のナチュラルデイリーケアブランド「ecostore（エコストア） 」の展開を開始。以降、海外ブランドの国内展開を積極的に推進し、ライフスタイルブランド「Barbour(バブアー)」や、世界で唯一のセサミストリートのオフィシャルストア「SESAME STREET MARKET(セサミストリートマーケット)」、イタリア高級ラゲッジブランド「FPM Milano(エフピーエム ミラノ)」などライフスタイル全般を担う幅広い業種で活動している。

## 経歴
- 1975年　茨城県出身
- 1998年　「スタジオ・マッシュ」設立
- 1999年　スタジオ・マッシュを、株式会社マッシュスタイルラボに社名変更
- 2005年　ファッション事業部を新設。主力ブランド「snidel」立ち上げ
- 2010年　株式会社マッシュビューティーラボ設立、CosmeKitchen事業開始
- 2011年　アジアに本格進出。中国・上海・台湾・香港に現地法人MASH Style Lab Co.,Ltd.、を独資にて設立し、海外直営店舗を展開
- 2013年　株式会社マッシュホールディングス設立。各部門が100％子会社として得意分野に特化した株式会社となる
- 2015年　コーポレートスローガンとして「ウェルネスデザイン」を掲げ、マッシュグループ全社が麹町の新社屋へ移転
- 2016年　チャリティイベント「MASH PARK PROJECT(マッシュパークプロジェクト)」を開催[3]
- 2017年　ニュージーランドのエコストアカンパニーリミテッドと合弁会社「株式会社ecostore Japan(エコストアジャパン）」を設立、代表取締役会長に就任[4]、アメリカに現地法人MASH U.S.A INCを設立し北米に進出
- 2018年　アメリカ・ニューヨークに「SNIDEL」「gelato pique」の路面店をオープン
- 2023年　沖縄県石垣市にふるさと納税として10億円を寄付[5]。

## マッシュグループについて
国内12社、海外7社からなるクリエイティブカンパニー。
企業スローガンに「ウェルネスデザイン」を掲げ、ファッション事業、ビューティー事業、飲食事業、ライセンス事業など複数の業種で事業展開を行う。
2015年、建築家・村野藤吾が手掛けた東京都・千代田区にある「麹町ダイビル」にオフィスを移転、社内にはメディアでも多く取り上げられている話題の社員食堂を有する。

### 展開ブランド
- SNIDEL（スナイデル）
- SNIDEL HOME（スナイデル ホーム）
- SNIDEL BEAUTY（スナイデル ビューティ）
- gelato pique（ジェラート ピケ）
- gelato pique Sleep（ジェラート ピケ スリープ）
- GELATO PIQUE HOMME（ジェラート ピケ オム）
- gelato pique cafe（ジェラート ピケ カフェ）
- FRAY I.D（フレイ アイディー）
- LILY BROWN（リリー ブラウン）
- Mila Owen（ミラ オーウェン）
- FURFUR（ファーファー）
- emmi（エミ）
- SNEAKERS by emmi（スニーカーズ バイ エミ）
- styling/（スタイリング/）
- CELFORD（セルフォード）
- MIESROHE（ミースロエ）
- SORIN（ソリン）
- UNDERSON UNDERSON（アンダーソン アンダーソン）
- SOFTHYPHEN（ソフトハイフン）
- WAVE（ウェイヴ）
- AOURE（アウール）
- LITTLE UNION（リトル ユニオン）
- USAGI ONLINE（ウサギオンライン）
- Ballelite（バレリット）
- Cosme Kitchen（コスメキッチン）
- Cosme Kitchen Adaptation（コスメキッチン アダプテーション）
- Biople（ビープル）
- Biop（ビオップ）
- Celvoke（セルヴォーク）
- to/one（トーン）
- Mitea ORGANIC（ミティア オーガニック）
- F organics（エッフェ オーガニック）
- O by F（オー バイ エッフェ）
- COSKICHI（コスキチ）
- Me Today（ミートゥデイ）
- SELF REFLECTION（セルフリフレクション）
- AZUR et MASA UEKI（アズール エ マサ ウエキ）
- PARIYA（パリヤ）
- CHECK（チェック）
- 手打ち蕎麦 溜池
- 手打ち蕎麦 欅
- 蕎麦 深さわ
- 蕎麦 うえはら
- 石臼挽き蕎麦 そと一
- ecostore（エコストア）
- Barbour（バブアー）
- trilogy（トリロジー）
- MUCHA（ミュシャ）
- SESAME STREET MARKET（セサミストリートマーケット）
- INNERSENSE（インナーセンス）
- LeSportsac（レスポートサック）
- JAMIE KAY（ジェイミーケイ）
- FPM Milano（エフピーエム ミラノ）

### MASH PARK PROJECT（マッシュパークプロジェクト）
- 「被災地に元気を届けたい」という思いから、売り上げから計上した寄付金を原資に被災地に公園を作ろうというプロジェクトを2016年に始動[8]。
- 「子供たちに最高の笑顔を届ける」をコンセプトに、年に一度本社にてチャリティイベントを開催している。（2020年のみコロナの影響で実施なし）
- 2021年夏、宮城県牡鹿郡女川町に「MASH PARK ONAGAWA（マッシュパーク女川）」を寄贈予定。